# Kacper Filipiak

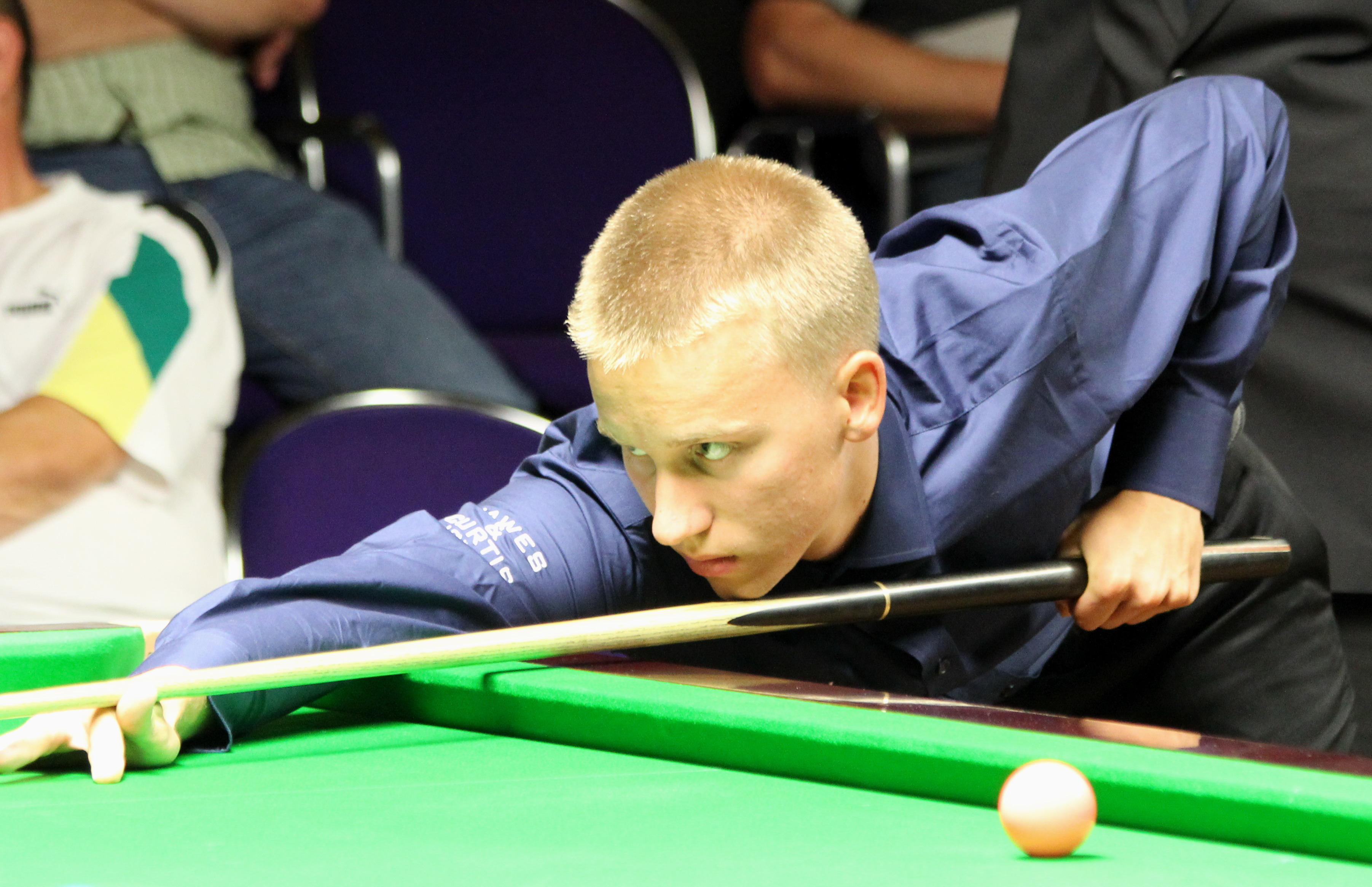

Kacper Filipiak, född den 19 november 1995, är en polsk professionell snookerspelare. Han övergick till att spela professionellt under 2011 efter att ha vunnit European Under 21 Snooker Championship. Han blev då Polens första professionella snookerspelare i den internationella proffsligan.

## Turneringsvinster

### Som amatör
- European Under 21 Snooker Championship – 2011